# Adultocentrismo
Adultocentrismo é uma prática social que estabelece o poder aos adultos deixando os jovens e crianças com menos liberdade devido a alguma carência de formação. O filosofo Aristóteles já dizia que a principal característica da juventude seria sua incompletude onde ele defende que ela não estaria preparada para viver na cidade e nos espaços de poder.
Alguns segmentos sociais defendem que o Adultocentrismo é uma forma de discriminação contra adolescentes só por causa de sua pouca idade. Um número crescente de sociólogos têm considerado a discriminação contra jovens, o adultocentrismo e a hebifobia (preconceito contra o jovem) como graves problemas para se avaliar a real condição dos adolescentes em nossa sociedade.
Para evitar que os jovens venham a sofrer pela condição social imposta pelo adultocentrismo esta tramitando no Congresso Nacional do Brasil a lei 2654/2003, também chamada de lei da palmada, que proíbe o uso de castigos físicos em crianças e adolescentes.